# Az 1956-os forradalom különleges pillanatai
Az 1956-os forradalom, előzményei, illetve utóélete bővelkedtek különleges, meghökkentő, megható pillanatokban. Az alábbiakban ezekből olvasható egy válogatás:
- 1956. október 23-án este a Parlamentnél összegyűlt kétszázezres tömeg előtt hosszú várakozás után megjelent Nagy Imre az embereket vigyázatlanul „elvtársaknak” szólította, mire azok tiltakozásul kifütyülték a várva várt szónokot.[1][2] Nagy Imre reformokat ígért, de hazatérésre szólította fel a tömeget – amelynek egy része elégedetlenül a Rádióhoz vonult, megostromolta és hajnalra elfoglalta.
  - Aznap este a városligeti Sztálin-szobornál összegyűlt tömeg a maga kezébe vette a forradalom egyik követelésének végrehajtását: a 18 méter magasságba emelkedő szobrot ledöntötték, a két kilométernyire lévő akkori Nemzeti Színházhoz (a Blaha Lujza térre) vonszolták, ahol apró darabokra verték szét. A szobor egykori helyét a budapesti folklórban sokáig „Csizma tér” néven emlegették, mert a talapzaton csak a szovjet diktátor hatalmas csizmái maradtak.[3]
- 1956. október 25-én az Astoriánál összegyűlt tüntetők összebarátkoztak a Kálvin tér felől érkező szovjet harckocsikkal és magyar zászlókat tűztek a harckocsikra. Amikor a Rákóczi út felől is trikolórral fellobogózott tankot pillantottak meg, a tömegben elterjedt, hogy győzött a forradalom[4]
  - Aznap, miután a Kossuth téren eldördült az első sortűz, a közelben lévő pártközpontnál zűrzavaros lövöldözés kezdődött a magyar katonai egységek, a pártházat védő ÁVH-sok és a szovjet tankok között. Egy szovjet tank sortüze az ülésterembe csapódott, ahol a magyar pártvezetők éppen a magas rangú szovjet küldöttekkel (köztük Mikojan) tárgyaltak. Az egész társaság a pincébe vonult.[5]

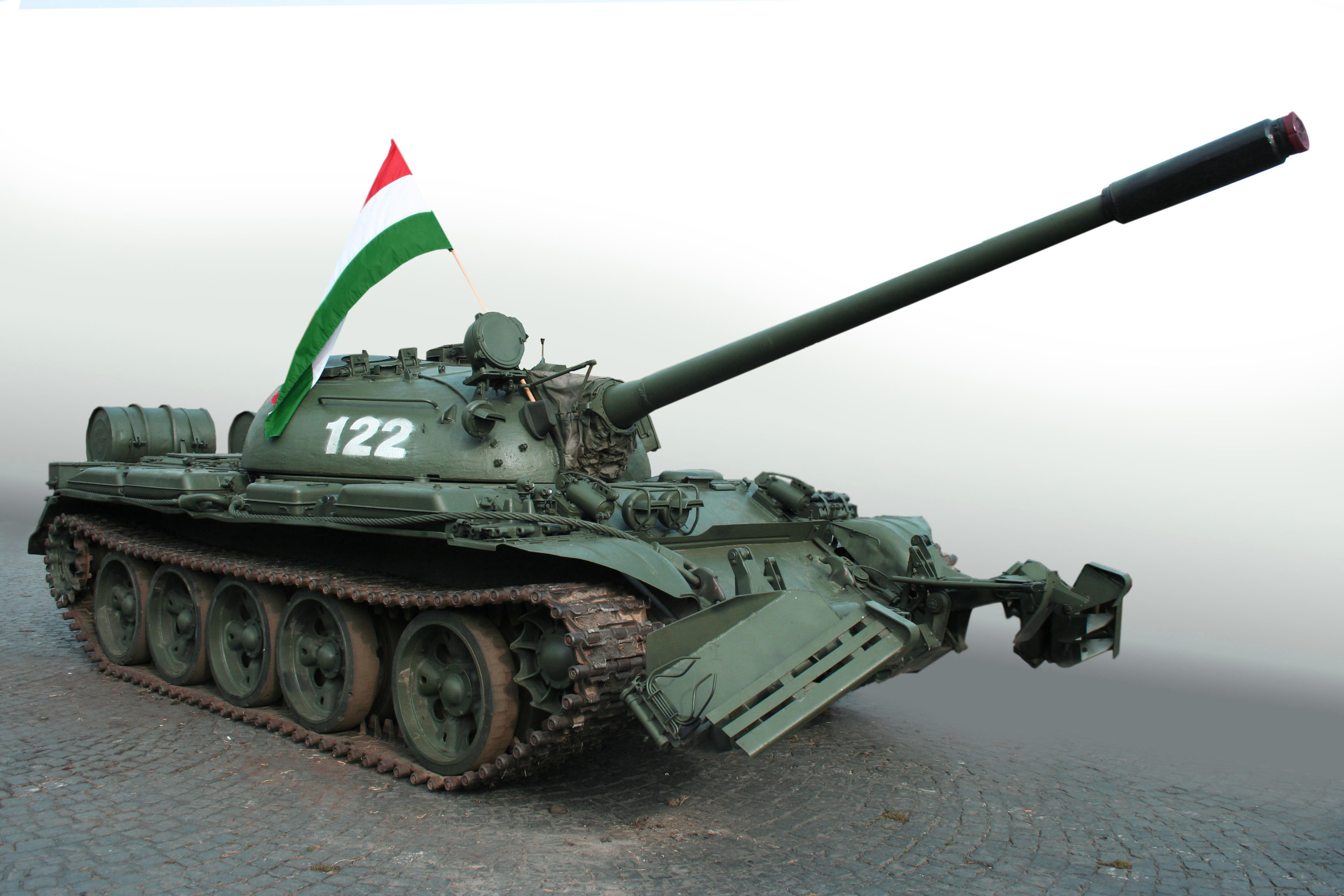
Az Astoriánál összegyűlt tüntetők összebarátkoztak a Kálvin tér felől érkező szovjet harckocsikkal és magyar zászlókat tűztek a harckocsikra

- 1956. október 26-án a tréfás kedvű Corvin közi szabadságharcosok porcelán levesestányérokkal[6] futamították meg a szovjet tankokat. A korábbi napokban hatalmas veszteségeket szenvedett tankegységek legénysége nem mert ráhajtani az útra helyezett tányérokra, mert nem tudták, nem fegyverek-e.[7]
- 1956. október 30-án magyar tankoszlop érkezett a nemzetőrök ostromolta Köztársaság téri pártbizottság felmentésére. A tankok helyismerettel nem rendelkező legénysége – látva egy tankot, amely a pártházat lőtte, de valójában a felkelőkkel volt – maguk is a pártházra tüzeltek, gyakorlatilag megpecsételve a védők sorsát.[8]
  - Aznap a Köztársaság téri pártházat elfoglaló felkelők munkagépek segítségével ásták fel a teret, kazamaták után kutatva, amelyben az elterjedt hírek szerint az ÁVH-sok foglyokat őriztek. Egyes beszámolók szerint volt olyan gödör, amely a tízméteres mélységet is elérhette. Végül nem találtak titkos járatokat.[8]
- 1956. október 31-én a Kossuth Rádióban elhangzott az Örkény István fogalmazta, szállóigévé lett önkritikus mondat: „Hazudtunk éjjel, hazudtunk nappal, hazudtunk minden hullámhosszon”.[9]
- Segítsetek! Segítsetek! Segítsetek! - hangzott el többször a világ népeihez intézett segélykiáltás a Kossuth Rádióban 1956. november 4-én, miután a szovjet hadsereg általános támadást indított a magyar forradalom ellen.
- 1956. november 7-én – az 1917-es októberi orosz forradalom évfordulóján –, amikor még folyt a harc az országot november 4-én elözönlő szovjet csapatokkal, Angyal István, a Tűzoltó utcai felkelőcsoport parancsnoka a magyar zászlókkal együtt vörös zászlókat is kitűzetett a csoport ellenőrzése alatt álló épületekre. A szabadságharcosok ezzel azt üzenték, hogy a velük szemben álló szovjet katonák harcolnak a valódi munkásforradalom ellen.[10]
- 1956. november 18-án fél órán keresztül hatalmas magyar zászló lobogott a New York-i Szabadság szobron, amelyet magyar emigránsok kis csoportja tűzött ki, hogy szimpátiát keltsen az elvérző magyar forradalom iránt. Az esemény óriási sajtónyilvánosságot kapott a világban.
- 1956. december 6-án került sor a melbourne-i vérfürdő néven híressé vált összecsapásra, a vízilabda történetének leghíresebb meccsére, amelyet a Szovjetunió elleni 4-0-s magyar vezetésnél néhány perccel idő előtt fejeztek be, miután a medencében elszabadultak az indulatok. A másnap vívott döntőben Magyarország olimpiai bajnok lett.

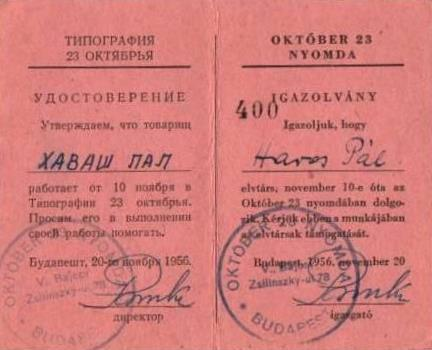
Az Október 23. Nyomda igazolványa

- 1956 vége a Zrinyi Nyomda felvette az Október 23. Nyomda nevet.[11]